# Silba plumosissima
Silba plumosissima är en tvåvingeart som först beskrevs av Mario Bezzi 1919.  Silba plumosissima ingår i släktet Silba och familjen stjärtflugor. Inga underarter finns listade i Catalogue of Life.